# Lakshmipura, Challakere
Lakshmipura là một làng thuộc tehsil Challakere, huyện Chitradurga, bang Karnataka, Ấn Độ.